# Iglesia del Santísimo Redentor (Bray)
La iglesia del Santísimo Redentor (en inglés: Holy Redeemer Church) es una iglesia católica situada en la céntrica Main Street de Bray (Condado de Wicklow), Irlanda. 

## Historia
La construcción data de febrero de 1792 y es la iglesia de mayor tamaño de Bray. El Little Flower Hall es el salón parroquial de la iglesia. Albergó la escuela de Saint Cronan's Boys' National School entre los años 1880 y 1931.
Un nuevo centro juvenil parroquial fue inaugurado detrás de la iglesia al cual puede accederse desde Herbert Road. Este centro fue construido para la gente joven de Bray y su área y fue inaugurado en agosto de 2008.
La parroquia tiene una relación muy cercana con las escuelas de primaria y secundaria de Bray. La parroquia proporciona los sacramentos de la comunión y confirmación a los niños de los colegios locales. Las escuelas también ayudan a recaudar fondos para la parroquia hermanada de  Ikanga en Kenia.